# Mfouati (district)

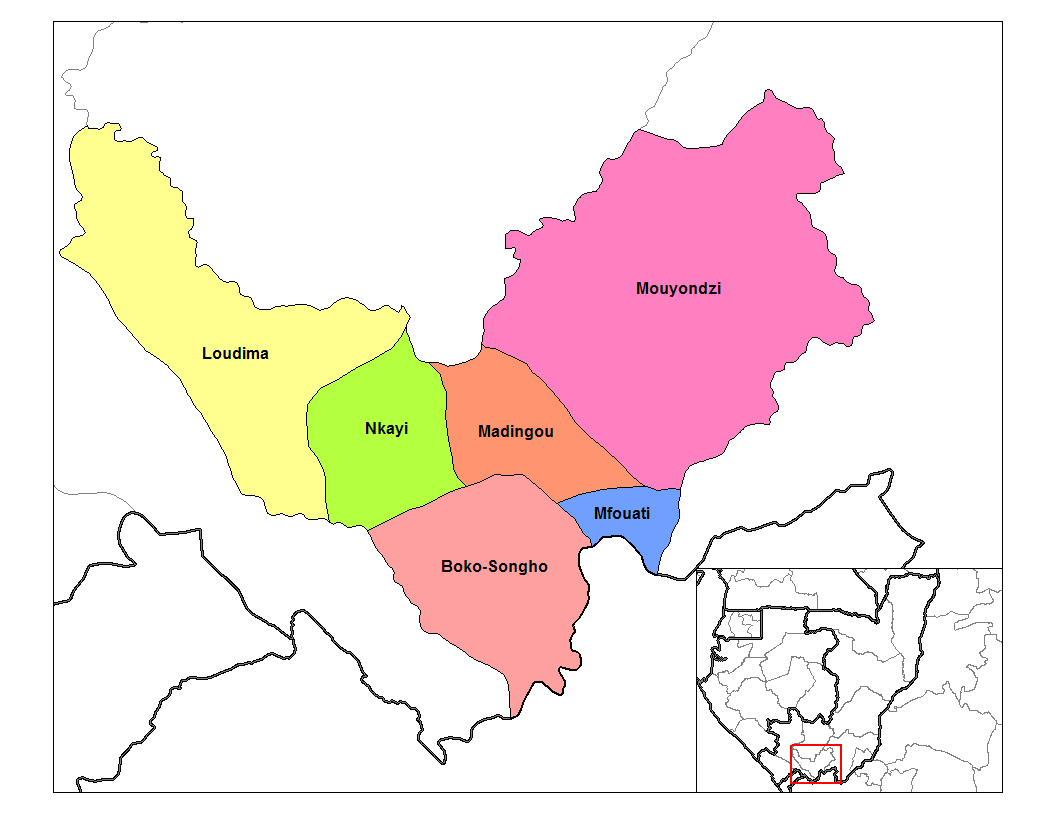
Les districts de la Bouenza

Le district de Mfouati (s’écrit également Mfuati ou Mfwati) est l'un des districts du département de la Bouenza, situé au sud-ouest de la République du Congo et ayant pour chef-lieu la ville de Mfouati.